# مركز معلومات مصادر التعلم

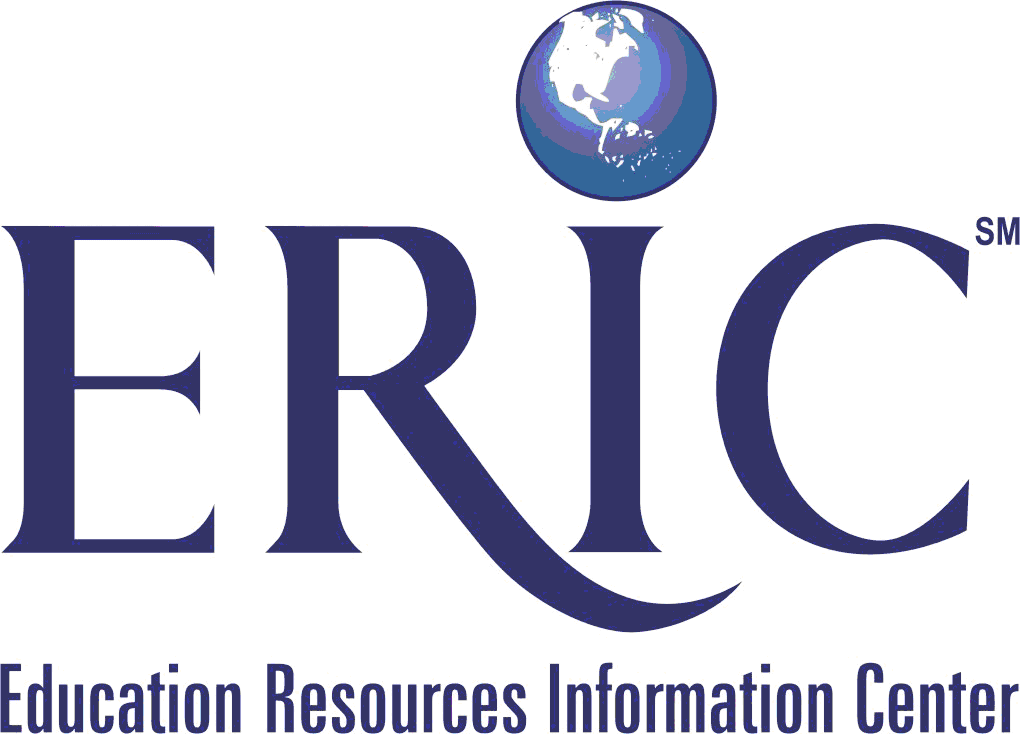
Logo of ERIC

مركز معلومات مصادر التعليم (إريك)-أون لاين المكتبة الرقمية لأبحاث التعليم والمعلومات. إريك برعاية معهد علوم التعليم من وزارة التعليم في الولايات المتحدة. ان مهمة اريك توفير ببليوغرافية وقلعدة بيانات نصية كاملة وشاملة وأيضا سهلة الاستخدام والبحث القائم على الإنترنت للبحوث التعليمية والمعلومات للمعلمين والباحثين وللناس ككل. ان ضرورة بحوث التعليم والمعلومات لتحسين التعليم والتعلم، واتخاذ القرارات التعليمية.
إريك يوفر الوصول إلى أكثر من 1.30 مليون السجلات الببليوغرافية (الاستشهادs, s مجردة، وغيرها من البيانات ذات الصلة) من المقالات الصحفية وغيرها من المواد ذات الصلة بالتعليم، مع مئات سجلات جديدة تضاف في كل أسبوع. هو عنصرا رئيسيا في إريك مجموعتها من الأدب الرمادي في التعليم، ومتاحة إلى حد كبير في النص الكامل في تنسيق PDF أدوبي. ما يقارب الربع من مجموعة إريك الكاملة متاحة كنص متكامل. غالباً المواد التي لا تتيح النص المتكامل (المقالات الصحفية الاساسية) وعادة ما يمكن الوصول لها باستخدام وصلات للناشرين والمقتنيات المكتبة
مجموعة إريك، بدأت في عام 1966، وتحتوي على سجلات لمجموعة متنوعة من أنواع المنشورات، بما في ذلك:
- مقالات صحفية
- الكتب
- البحوث التوليفات

اوراق المؤتمرات
- التقارير التقنية
- أطروحات
- ورقات السياسات العامة، والمواد الأخرى ذات الصلة بالتعليم

توفر اريك للاشخاص موقع ويب مركزية للبحث في «مجموعة إريك» وإدارة نتائج البحث، وتقديم المواد والنظر في إدراجها في المجموعة.يمكن للمستخدمين الوصول للمجموعة من خلال الموردين التجاريين لقاعدة البيانات على مستوى الولاية الشبكات والمؤسسات ومحركات البحث على الإنترنت. لمساعدة المستخدمين في العثور على المعلومات وهي تسعى، تنتج إريك الخاضعة لسيطرة المفردات، «قاموس المرادفات من واصفات إريك». هذه قائمة مختارة بعناية من الكلمات ذات العلاقة بالتعليم، والعبارات المستخدمة في المواد كعلامة حسب الموضوع وجعلها أسهل عند استردادها من خلال البحث.
ثلاث لجان من الخبراء الاستشاريون لتعزيز التنمية المستمرة لاريك:
- وتقدم اللجنة التوجيهية -إرشادات وتوصيات لتنفيذ مهمة إريك. يتمتع أعضاؤها مزيجا من الخبرة في المكتبات التعليمية والادبية والبحثية؛ إدارة المعلومات والوصول والتسليم؛ والجوانب التقنية الرئيسية لقاعدة البيانات على الإنترنت، قاعدة بيانات محرك البحث، وموقعها على شبكة الإنترنت.[4]
- خبراء المحتوى – إسداء المشورة بشأن الحصول على الموارد الخاصة بهذا الموضوع، والمتعلقة بالتعليم لإدراجها في «مجموعة إريك». أعضاؤها لديهم الخبرة في منهجية البحث، المواضيع المتصلة بمهمة وزارة التربية والتعليم، وكل مجال من مجالات المواضيع إريك.[5]
- توفر مكتبة اللجنة – الإدخال على مجموعة التنمية وتقديم الخدمات، وقاموس المرادفات لايريك ولتوعية جماهيرها ويشمل الأعضاء الأكاديميين والمختصين، وأمناء المكتبات ك-12.[6]

قبل كانون الثاني/يناير 2004، إريك كانتشبكة تتألف من ستة عشر غرفة لمراكز تبادل المعلومات الخاصة بهذا الموضوع ومختلف الغرف لمراكز تبادل المعلومات مساعدة وتضم ثلاثة مكونات للدعم.
كان البرنامج موحد في كيان واحد، مع النظم المطورة، والعمليات الورقية المحولة إلى إلكترونية، وبالتالي عمليات تبسيط وإيصال مسرعة للمحتوى
إريك تلخص، ما انتجته من غرف مراكز تبادل المعلومات السابقة، المتاحة في النص المتكاملة على موقع ويب إريك، كذلك الآلاف من الوثائق المتاحة سابقا فقط على بطاقات ميكروفيش.

## وصلات خارجية
- إريك الموقع
- إريك هضم نسخة محفوظة 16 أبريل 2021 على موقع واي باك مشين.-النص الكامل تقارير عن مواضيع تعليمية أعدها «غرف مقاصة إيريك»